# مقاطعة جيفيرسون (كنتاكي)
مقاطعة جيفيرسون (بالإنجليزية: Jefferson County)‏ هي إحدى المقاطعات في ولاية كنتاكي في الولايات المتحدة الأمريكية.

## أعلام
- جيمس بي. راي
- لويس كرايغ همفري
- جورج د. برنتيس
- ويليام ريتشاردسون بيلكناب
- جون فلويد
- راي باير
- كوبر ك. واتسون
- إبراهام لينكولن
- جيمس سبيد